# 陳達

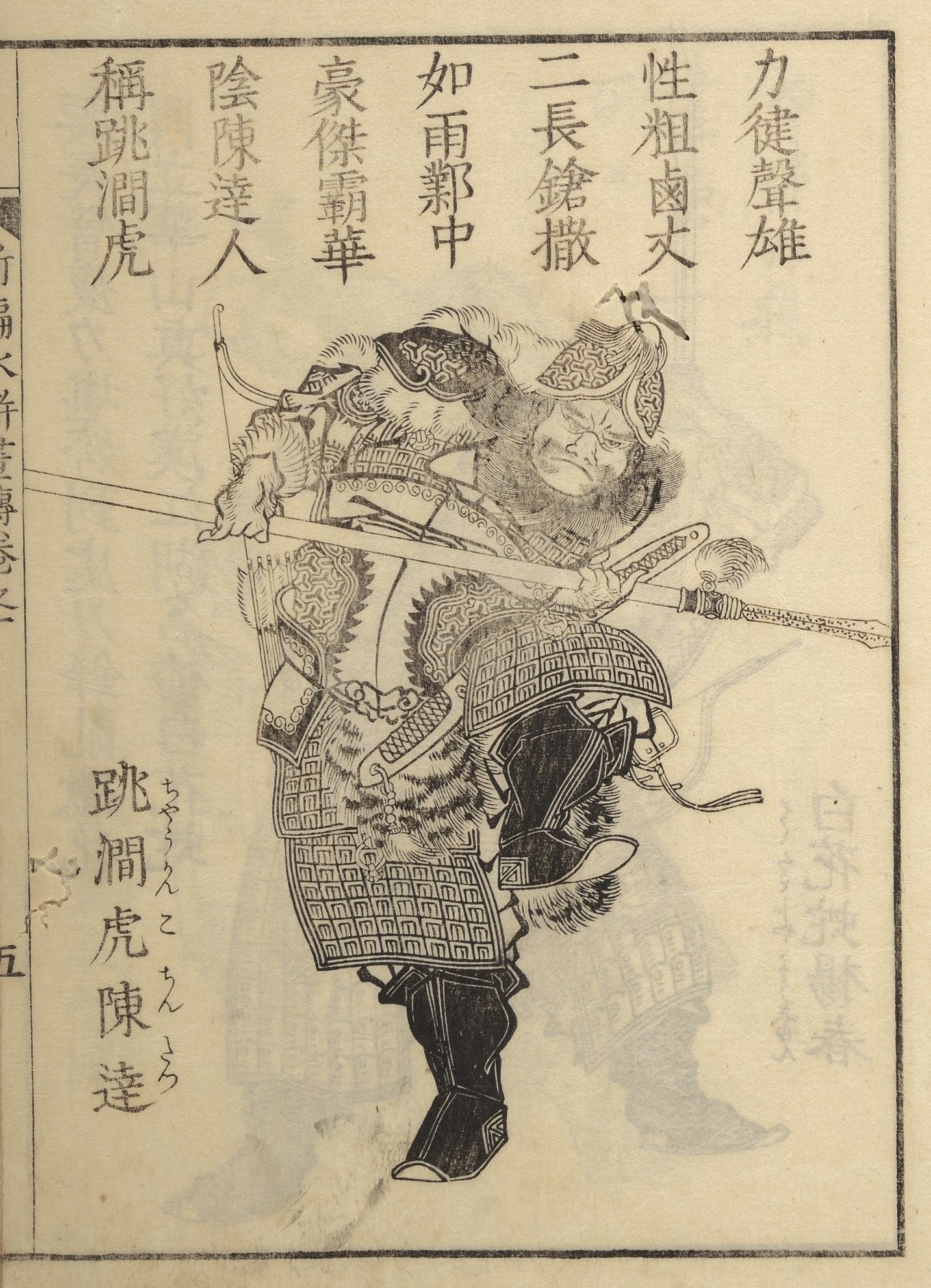
陳達

陳 達（ちん たつ）は、中国の人物。
- 後漢の宦官。中常侍の樊豊らと政敵の太尉の楊震を葬った（陳達 (宦官)）。
- 清の政治家（陳達 (清)）。
- 下記の本項で述べる。

陳 達（ちん たつ）は、中国の小説で四大奇書の一つである『水滸伝』に出てくる登場人物。梁山泊第七十二位の好漢で、地周星の生まれ変わり。渾名は跳澗虎（ちょうかんこ）で、その由来は谷間を跳ぶ虎を意味しているといわれている。得物は柄が鋼でできた槍・点鋼槍（てんこうそう）を使用している。華州のすぐ近くの少華山で、朱武や楊春と共に山賊家業をしていた。

## 生涯
華陰県の少華山に立て籠もる山賊の第二頭領だった陳達は、ある日、蓄えを心配した朱武がどこか一稼ぎしようと話を持ちかけられた時、華陰県の役所を襲うことを主張する。しかし、そこへ向かうには豪傑に名高い史進がいる史家村を通らなければならず、朱武と楊春は反対するが、それに腹を立てた陳達は手下四、五十人を引き連れて史家村へ向かった。しかし、待ち構えていた史進と一騎討ちしてあっさり負けて捕まってしまう。その後、朱武と楊春が機転を利かせて史進の前に自首したことで、史進にその義侠心を気に入ってもらい、陳達は縄を解かれる。それからは史進と親交を持つようになる。しかし、山賊と交わっていることが露顕し、村を焼き払って逃亡してきた史進を彼らは少華山の頭領として迎えようとしたが、史進はこれを断り華州を去るが、紆余曲折して少華山に戻ってきたため、今度こそ史進を少華山の頭領になってもらった。
その後、史進の元で山賊家業を励んでいたが、ある日、史進が華州の太守に捕らわれ、史進を梁山泊に誘いに来た魯智深も彼を助けようとして逆に捕らわれてしまう。2人を助けるべく陳達ら少華山は梁山泊と協力して、華州を襲い2人を救出し、そのまま史進、朱武、楊春とともに梁山泊入りする。
入山後は、馬軍小彪将兼斥候となり、史進の副将として楊春とともに戦場で戦う。朝廷招安後も、史進の副将として遼国戦や田虎、王慶討伐に参戦するが、方臘討伐で昱嶺関に史進、楊春ら5人の頭領たちとともに偵察に赴くも、龐万春の待ち伏せを受けて弓隊の矢の雨を浴びて戦死する。
| スタブアイコン | サブスタブ | この項目は、まだ閲覧者の調べものの参照としては役立たない、文学に関連した書きかけの項目です。この項目を加筆・訂正などしてくださる協力者を求めています（P:文学、PJ:ライトノベル）。項目が小説家・作家の場合には{Writer-substub}を、文学作品以外の本・雑誌の場合には{Book-substub}を貼り付けてください。 |